# トップリング
トップリング（Toppling failure）は、風化作用と地質条件を要因として岩塊や岩盤が斜面崩壊（崩落）する現象の一つ。トップリング破壊（トップリングはかい）とも呼ばれている。

## 概要
岩塊や岩盤が鉛直方向に伸びた節理や層理を境界面として側方に倒れ込む現象。頭頂部が回転運動のように移動するため、崩壊の目撃者からは「屏風が倒れるように」、「壁が倒れるように」といった形容で証言が得られる（長野県大鹿村大西山崩壊の例）。自重による自壊、流れ盤上の直線運動的な崩落、地すべり的な円弧運動、凝灰角礫岩の礫質分脱落等とはメカニズムが異なる。崩壊の規模は、大きな落石程度から山体崩壊までさまざま。

## 主な災害・事故
- 1961年6月29日:　昭和36年梅雨前線豪雨梅雨前線災害
- 1989年7月16日:　越前海岸斜面崩落事故